# جيمس ميتشيل (لاعب كرة قدم)
جيمس ميتشيل (بالإنجليزية: James Mitchell)‏ (18 نوفمبر 1897 بمانشستر في المملكة المتحدة - 30 مايو 1975) هو لاعب كرة قدم بريطاني (وحمل سابقاً جنسية المملكة المتحدة لبريطانيا العظمى وأيرلندا) في مركز حراسة المرمى، شارك في الألعاب الأولمبية الصيفية 1920. وشارك مع منتخب إنجلترا لكرة القدم ومنتخب المملكة المتحدة الوطني لكرة القدم. أما مع النوادي، فقد لعب مع بريستون نورث إيند وليستر سيتي ومانشستر سيتي ونادي بلاكبول ونادي نورثن نومادز.

## وصلات خارجية
- جيمس ميتشيل على موقع قاعدة بيانات كرة القدم.إي يو (الإنجليزية)
- جيمس ميتشيل على موقع ناشيونال فوتبول تيمز (الإنجليزية)
- جيمس ميتشيل على موقع أوليمبيديا (الإنجليزية)
- جيمس ميتشيل على موقع اللجنة الأولمبية البريطانية (الإنجليزية)